# A3 (motorväg, Tunisien)

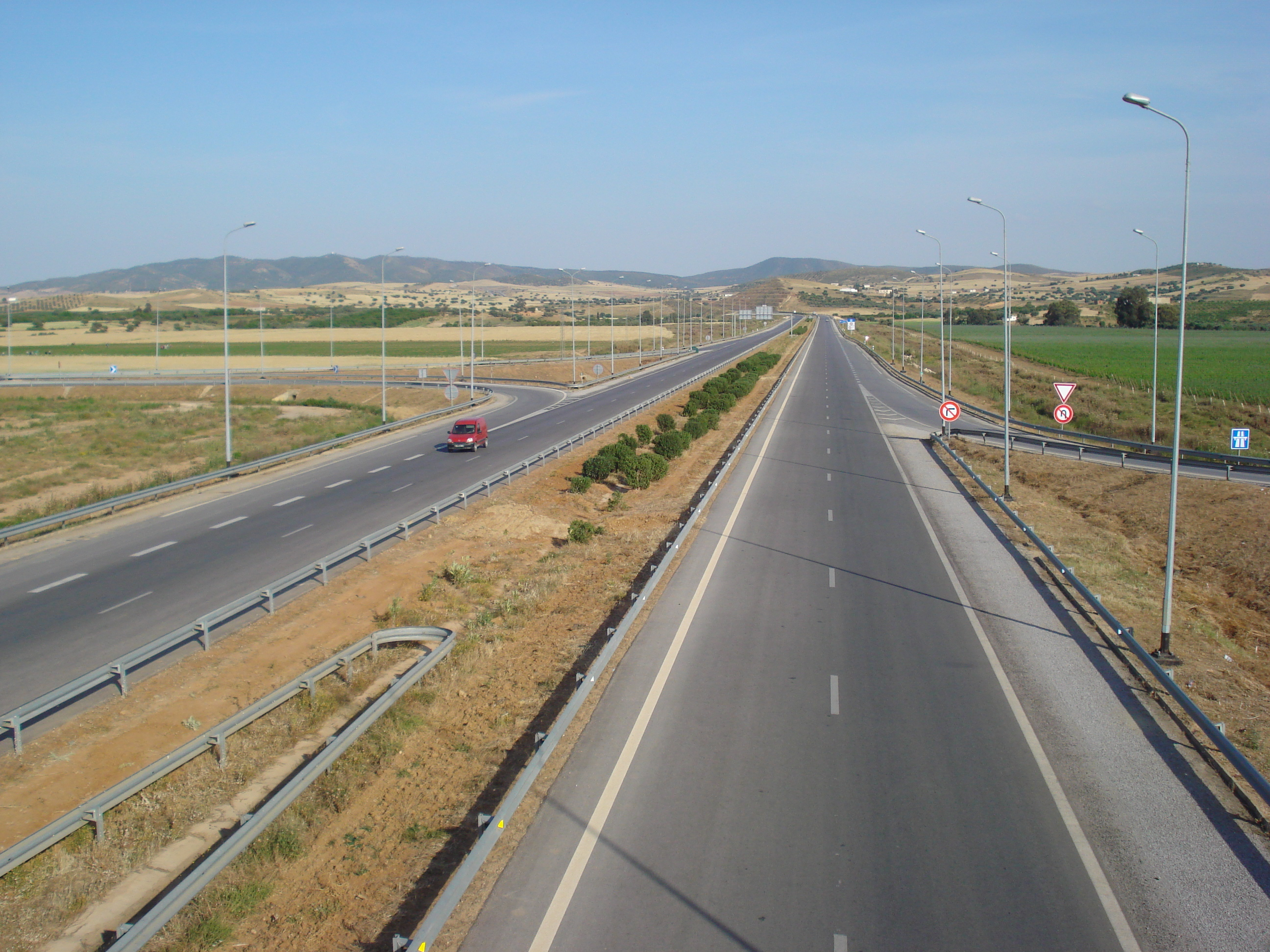
Motorvägen A3.

A3 är en motorväg i Tunisien som går mellan Tunis och Oued Zarga i Tunisiens norra inland. Det finns långsiktiga planer på att bygga denna motorväg vidare till gränsen till Algeriet.